# Ante Karačić
Ante Karačić (Donji Crnač, 10. listopada 1840. – Roško Polje, 24. srpnja 1891.) bio je hrvatski katolički svećenik iz reda franjevaca, pjesnik i pripovjedač.

## Životopis
Početnu naobrazbu stekao je u Franjevačkom sjemeništu na Širokom Brijegu. Studij filozofije i teologije pohađao je u Italiji. Za svećenika je zaređen 12. travnja 1863. godine. Službovao je kao svećenik u više hercegovačkih mjesta (Mostar, Široki Brijeg, Humac, Vinice, Roško Polje). Objavljivao je pripovijesti, pjesme i druge tekstove u Narodnom listu (Zadar) i Katoličkoj Dalmaciji (Zadar).

## Djela
- „Razgovor Vida Hercegovca i Tome Draganovića iz Skoplja i Sulje Sderića iz Travnika na Bugojnu 1879. - na Jelovu Polju” (1880.)
- „O postavljenju temeljnog kamena za crkvu svetog Jurja u Viru” (1888.)[1]

### Knjige
- Marjanović, Mirko. 2001. Leksikon hrvatskih književnika Bosne i Hercegovine od najstarijih vremena do danas. HKD Napredak. Sarajevo.